# Kirche der Überführung der Reliquien des Hl. Nikolaus (Radojevo)
Koordinaten: 45° 44′ 41,2″ N, 20° 47′ 23,6″ O
Die Kirche der Überführung der Reliquien des Hl. Nikolaus (serbisch: Црква преноса моштију Светог оца Николаја, Crkva prenosa moštiju Svetog oca Nikolaja) im zur Opština Nova Crnja gehörenden Dorf, Radojevo, ist eine serbisch-orthodoxe Kirche im nordöstlichsten Serbien.
Das 1841 erbaute Gotteshaus ist der Überführung der Reliquien des Hl. Vaters Nikolaus geweiht und ist die Pfarrkirche der Pfarrei Radojevo im Dekanat Žitište der Eparchie Banat der Serbisch-Orthodoxen Kirche.
Mit ihrer Monumentalität, ihren konstruktiven Lösungen und ihrer außergewöhnlichen Ikonostase sowie Thronen stellt die Kirche ein sehr bedeutendes Kulturgut dar und steht als Kulturdenkmal unter staatlichem Schutz.

## Lage
Das Dorf Radojevo liegt an der serbisch-rumänischen Grenze im Okrug Srednji Banat. Die Kirche steht im östlichen Dorfzentrum von Radojevo bei der Kreuzung der Straßen: Ulica Maršala Tita und Karađorđeva ulica. Die genaue Adresse der Kirche lautet Ulica Maršala Tita Nr. 63. 
Das Kirchengebäude steht im umzäunten Kirchhof. Unweit der Kirche steht auch das Pfarrhaus. Neben der Kirche steht die Dorfgrundschule.

## Geschichte
Unmittelbar nach der Ansiedlung der Serben aus der Jarmada-Region (die heute im rumänischen Teil des Banats liegt), wurde (wie das Antimension aus dem Jahr 1747 belegt) aus Lehm die erste Kirche der Überführung der Reliquien des Hl. Nikolaus erbaut. Diese Kirche wurde vom damaligen Metropoliten der Eparchie Temišvar, Georgije, feierlich eingeweiht. 
Als der orthodoxe Klerus 1797 registriert wurde, gab es vier Geistliche im Dorf. Diese Pfarrpriester waren Lazar Bolmanović, Teodor Petrović, Marko Popović und der Diakon Maksim Vojnović. Die alte Kirche wurde 1838 abgerissen. 
Am gleichen Standort der alten Kirche wurde 1841 die heutige Kirche der Überführung der Reliquien des Hl. Nikolaus erbaut. Am 21. September 1841 wurde die Kirche vom Erzpriester, Jovan Vasić, aus Temišvar feierlich eingeweiht. Das Baujahr 1841 belegen in der Kirche aufbewahrte Archivdokumente.
In der Vergangenheit als das Dorf um die 3.400 Einwohner zählte, besaß das Dorf zwei Pfarreien mit dazugehörigen Priestern. Heute ist das Dorf einer Pfarrei zugeordnet. 
2001 wurden unter der Aufsicht des Provinzinstituts zum Schutz von Kulturdenkmälern aus Novi Sad Konservierungs- und Reparaturarbeiten am Kirchturm und der Westfassade durchgeführt (Reparatur der Turmkonstruktion, Austausch der alten Blechverkleidung, Einbau einer neuen Blechverkleidung, Verputzen und Streichen der Fassaden und Sanierung der Tischlerarbeiten). Mit einer Spende des Landessekretariats für Verwaltung, Vorschriften und nationale Minderheiten wurde im Jahr 2008 eine Instandsetzung der Dachkonstruktion vorgenommen und der Einbau neuer Dachziegel durchgeführt. 
Mit ihren architektonischen Werten stellt die Kirche als Kulturdenkmal eine bedeutende und wertvolle künstlerische Leistung dar.

## Architektur
Das langgestreckte einschiffige Kirchengebäude ist in seiner Grundkonzeption im Stil des Klassizismus erbaut worden, mit einer halbrunden Altar-Apsis im Osten und einem Kirchturm mit einer Höhe von 34,31 Metern mitsamt mehrgeschossiger Zwiebelturmkappe im Westen. An der Westfassade befindet sich ein Portikus mit massiven freistehenden Säulen mit kreisförmigem Querschnitt auf einem hohen Sockel, der von einem Architrav und einem Tympanon überragt wird. Er unterstreicht den monumentalen Charakter der Kirche. 
Der Haupteingang der Kirche befindet sich an der Westseite; auch gibt es Nebeneingänge an der Nord- und Südseite der Kirche. Beide Seitenfassaden verfügen im Mittelteil ebenfalls über einen kleineren Portikus. Über dem Haupteingang ist das Baujahr der Kirche 1841 verewigt worden. Die Kirche besitzt zwei Kirchenkreuze. Eines auf der Spitze des Kirchturmes und das andere am Ostende des Naos.
Der strukturelle Aufbau besteht aus massiven Umfassungsmauern und Halbkreisbögen, die das Rundgewölbe stützen. Der Innenraum der Kirche ist durch Bögen in den Altarbereich, die beiden Mitteljoche des Naos und den Narthex gegliedert. Der Chorbereich mit Balkon im Westteil des Langhauses steht erhöht auf zwei Säulen und ist von einer massiven Backsteinmauer umgeben.
Das Kircheninnere ist reich an seltenen architektonisch-konstruktiven Baulösungen, einer wertvollen Ikonostase, Thronen, Chören und Freskenmalereien. Im Jahr 1856 wurde für die Bemalung und Vergoldung der Ikonostase eine Ausschreibung angemeldet. Ein interessierter Maler musste anhand einer einzigen Ikone sein Können nachweisen. 
Die Holzschnitzereien, zu denen die prächtige Ikonostase, das Chorgestühl und die Throne gehören, wurden 1858 fertiggestellt und sind allesamt Werke, des gleichen unbekannten Holzschnitzmeisters aus der ersten Hälfte des 19. Jahrhunderts. 
Das Wandgemälde „Gottvater mit den Evangelisten“ ist ein Werk vom berühmten Maler Nikola Aleksić aus der Zeit der Entstehung der Ikonostase, etwa Mitte des 19. Jahrhunderts (1858). Die übrige Wanddekoration ist schlicht gehalten und das Werk eines unbekannten erfahrenen Dekorateurs und Malers, ebenfalls aus derselben Zeit. Ebenfalls von Nikola Aleksić stammen die 1858 gemalten Ikonen. Auf der Ikonostase befinden sich 34 Ikonen.

## Galerie

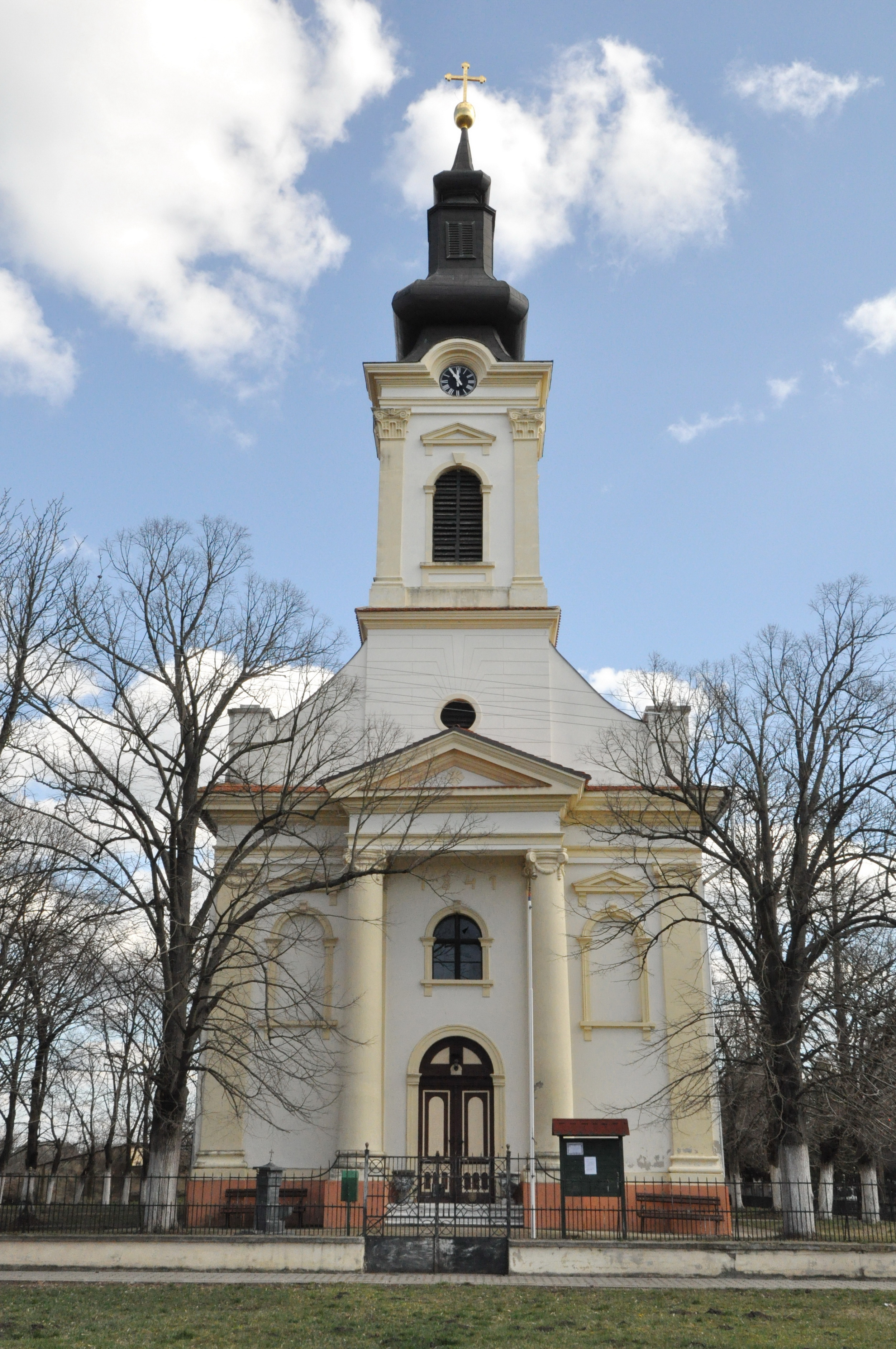
Die Westfassade der Kirche
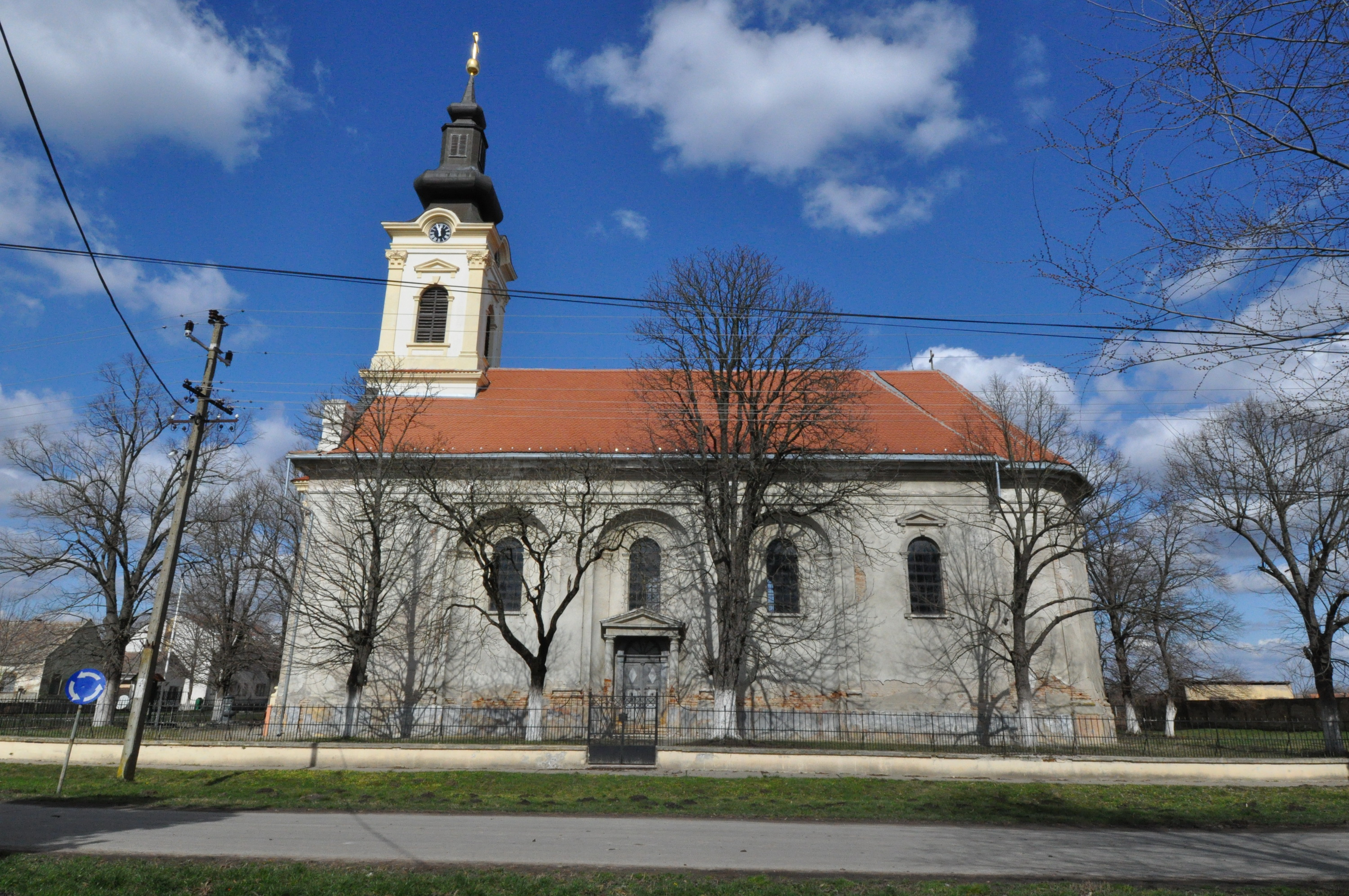
Die Südseite der Kirche
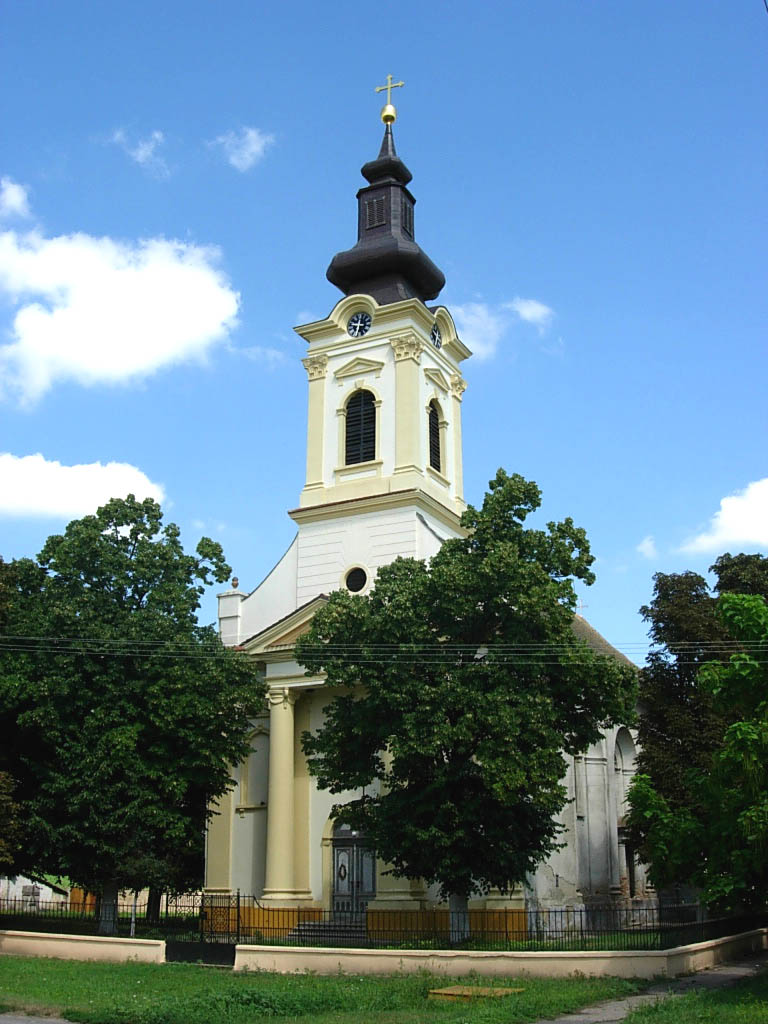
Blick auf den Kirchturm
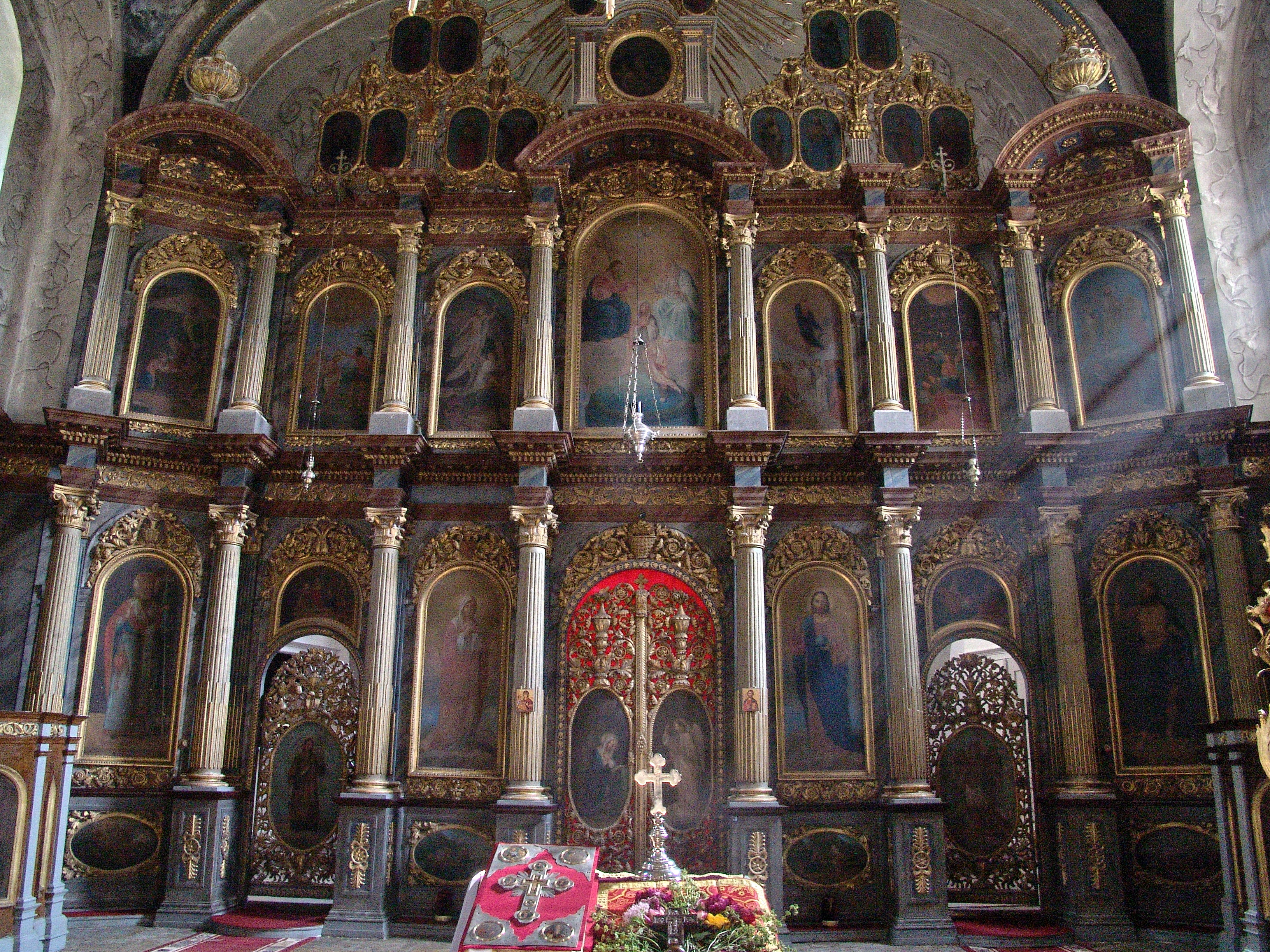
Die Ikonostase der Kirche
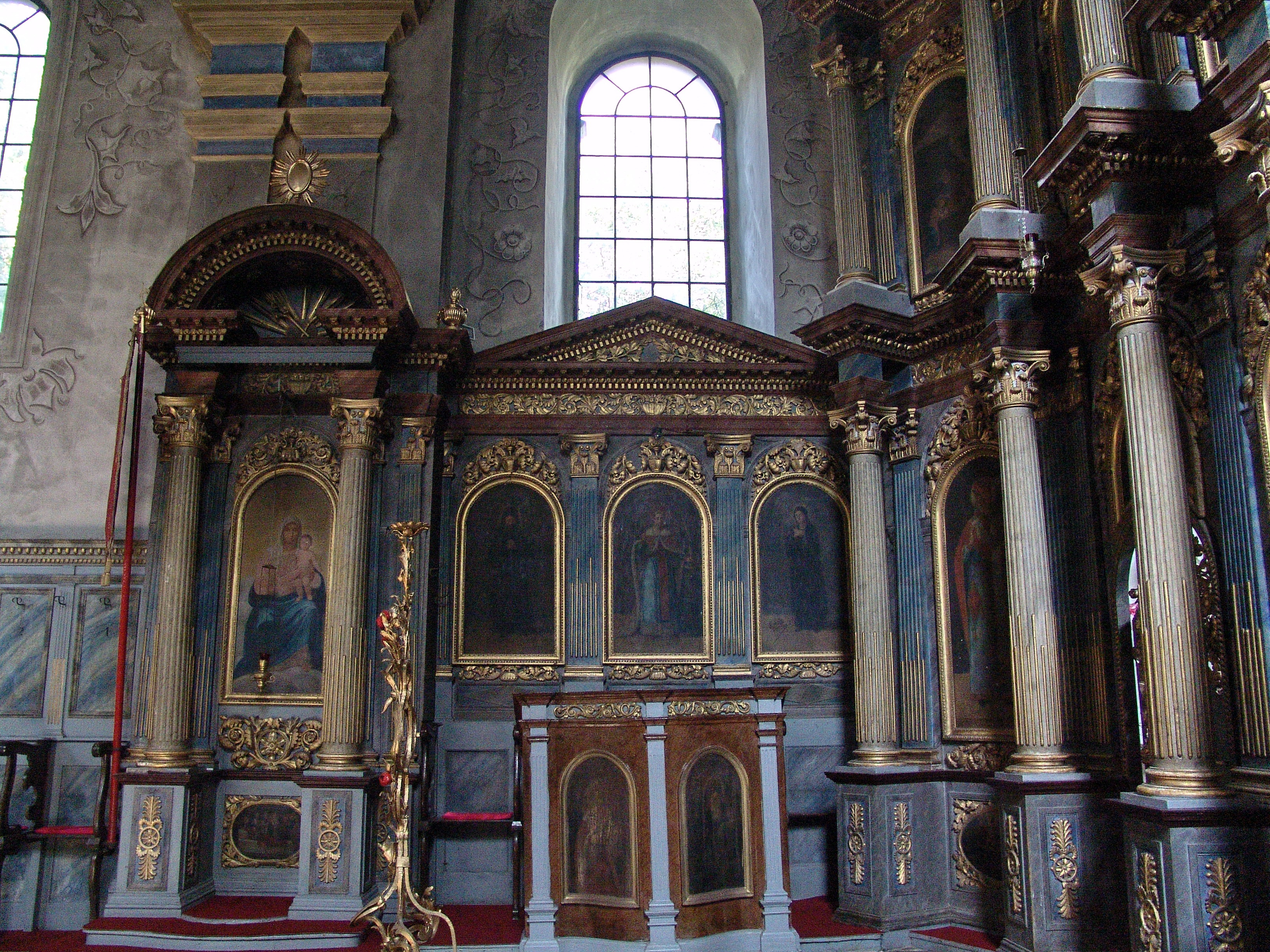
Der Gottesmutterthron
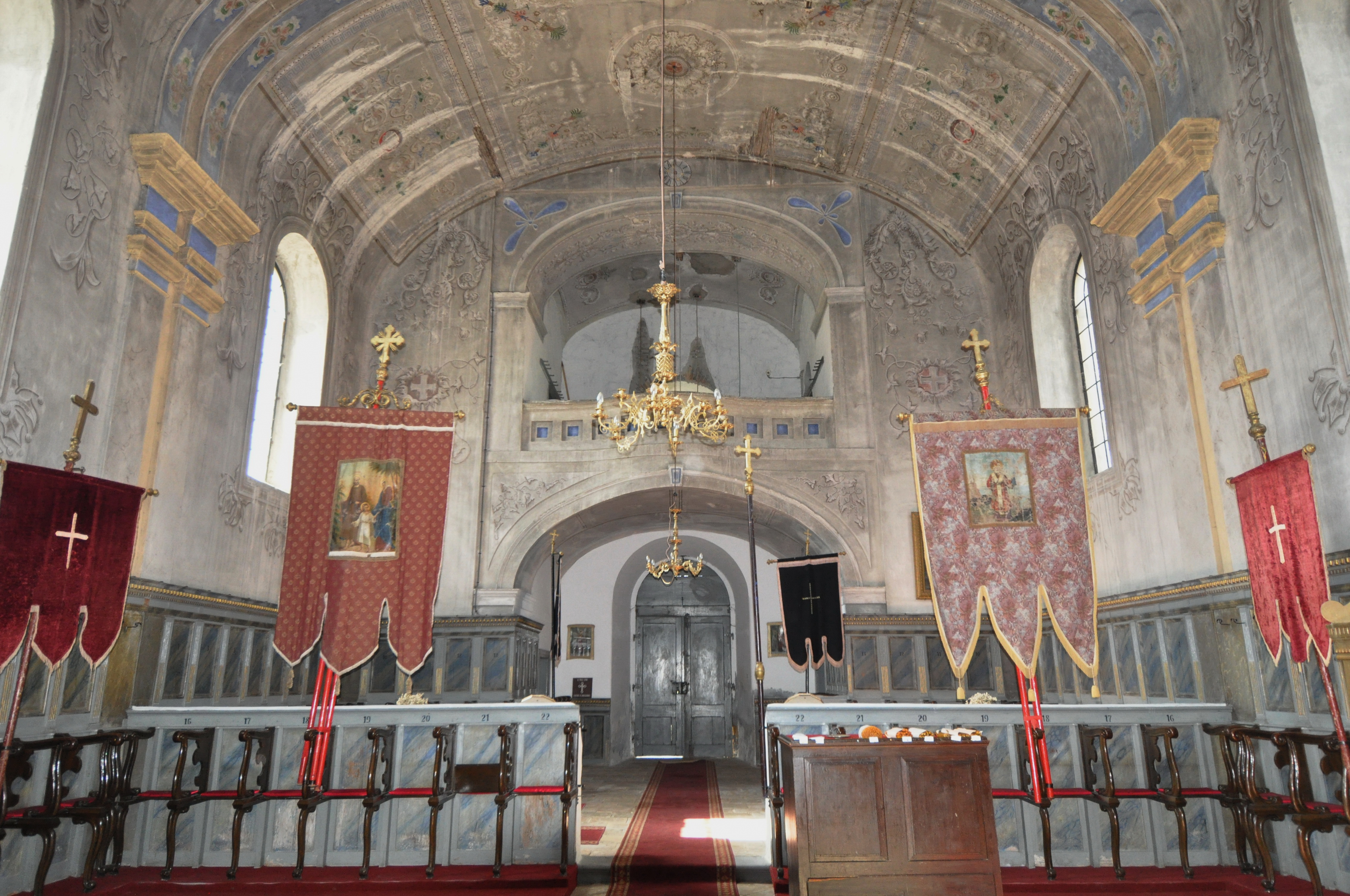
Blick auf Chorbalkon im Westen